# Thomas Lang
Thomas Lang (* 5. srpna 1967 Stockerau) je rakouský bubeník, multiinstrumentalista, skladatel a hudební producent. Je zakládajícím členem kapely stOrk v Los Angeles. Věnoval a věnuje se mnoha hudebních žánrů: Instrumentální rock, pop, jazz, fusion, progresivní rock, heavy metal a avantgardní metal. Spoluprocoval (spolupracuje) např. s Robertem Frippem, Peterem Gabrielem, Robbie Williamsem, Sugababes a s mnoho dalšími.

## Život
Na bicí začal hrát v 5 letech. Chodil hrát do zdejší hudební školy a poté na Vídeňskou konzervatoř. Poté, co jí v roce 1985 dokončil, začal jezdit po Evropě a věnovat se hlavně popu, rocku a jazzu. V roce 1995 zrealizoval projekt Mediator.